# فاطمة آل عمرو
 فاطمة آل عمرو اعلامية وروائية سعودية، لها العديد من المقالات المنشورة في صحيفة عكاظ وصحيفة الحياة، وكذالك صدر لها عدة روايات.

## المؤهلات اًلعلمية
- بكالوريوس علم اجتماع - جامعة الملك عبد العزيز.[2]

## المجال الإعلامي
- عملت محررة في صحيفة المدينة في جدة من 2007م حتى 2009م.
- عملت صحافية ميدانية في صحيفة عكاظ في جدة من 2009م حتى 2011م.
- محررة متعاونة بمجلة ماي مول.
- معدة برنامج السعودية اليوم في إذاعة Alif Alif FM من تقديم الاعلامية منال وفيصل الشريف.
- عملت محررة بقسم الإصدارات الخاصة بمؤسسة عكاظ للصحافة والنشر من 2011م حتى 2016م.[3]
- مجلة زهرة الخليج.
- صحيفة البلاد.
- نشر لها مقالات في صحف عكاظ، الحياة، النهار اللبنانية.
- قامت بعمل عدة حوارات مع شخصيات عربية مثل غسان تويني، وكريم العراقي وحنان مفيد فوزي، وياسمين الخيام، وغريد الشيخ ومنصور التركي ومعصومة المبارك.

## مؤلفاتها
- رواية اغتيال صحافية، من الدار العربية للعلوم ناشرون - لبنان 2013.
- رواية بوليسيات، من دار الفرات - مصر 2016.
- رواية واقعية (تحت الطباعة).[4]

## التكريم والجوائز
- كرمت من الشيخ سليمان الصباح - وزير الاعلام الكويتي.
- كرمت من صحيفة عكاظ.[5]